# LEO NINERS
LEO NINERS(レオ ナイナーズ)は日本のプロ3x3チーム。本拠地は唐津市。運営会社は株式会社マッシヴドライヴ。2019年から「3x3.EXE PREMIER」に参戦している。

## 概要
男子3x3チームKARATSU LEO BLACKSを運営する株式会社マッシヴドライヴが2019年に立ち上げた九州初の3x3女子プロチーム。九州を代表するチームとなるべく、チーム名に九州の「九」=「9 (NINE)」を冠している。イメージカラーは自然豊かな九州の「緑」。

### メインスポンサー
2020年
- シフトプラス
- 株式会社太田工務店
- くすの樹整骨院
- QTnet
- 唐津タクシー株式会社

## 歴史
2018年9月、第5回U18日本選手権大会にLEO NINERSの前身となる、LEO NINERS U18が出場。
2019年2月、「LEO NINERS」設立し、3x3.EXE PREMIERに参戦。

## 成績
| 年   | PREMIER.EXE        | PREMIER.EXE | PREMIER.EXE |
| 年   | レギュラーラウンド | プレイオフ  |             |
| ---- | ------------------ | ----------- | ----------- |
| 2019 | 6位                | ---         |             |
| 2020 | 中止               | ---         |             |
| 2021 | 6位                | ---         |             |

## 選手
- 34 内匠 姫奈
- 22 正木 優子
- 14 東島 瑠葵
- 24 佐々木 理乃
- 15 北川 鈴菜

### 過去の主な所属選手
- フランチェシカ フレイジアー

## U18チーム
U18チームが活動しており、3x3 U18日本選手権大会に出場している
2019年3月、KARATSU LEO BLACKSとLEO NINERS U18の5選手が、U18佐賀県選抜チームとしてセルビア遠征に参加した。